# 이종학 (1870년)
이종학(李鍾學, 1870년 1월 5일 ~ 1907년 7월 3일)은 조선 말기와 대한제국 시대의 항일 독립운동가이다. 본관은 경주(慶州)이고 호(號)는 산남(山南)이다.

## 생애

### 일생
1889년 조선국 음서로써 조선 관직에 천거되어 이후 대한제국 시대였던 1900년까지 경기도에서 시흥군, 부천군, 수원군에서 군서기관 직책을 지냈고 관료 직위 퇴임 이후 경기도 수원의 성리학 대표 향반으로 경기도 수원에서 훈도하던 그는 1905년 나철(羅喆)과 오기호(吳基鎬)가 주도한 을사오적(乙巳五賊) 암살 작전, 즉 을사늑약(乙巳勒約)에 적극 찬성한 권중현(權重顯)·이완용(李完用)·박제순(朴齊純)·이근택(李根澤)·이지용(李址鎔)을 암살하기 위한 작전에 가담하여 2년간 기회를 노리다가 1907년 2월 12일 작전단원들과 함께 을사오적 모두의 출근길에 잠입하여 오적 암살을 시도했으나 미수에 그쳐 실패 후 은신 중 경기도 수원에서 관군에 체포되어 그 해 7월 3일 사형 집행되었다.

### 사후
- 1995년 대한민국 건국훈장 애국장이 추서되었다.